# Pawliwka (hromada Snihuriwka)
Pawliwka (ukr. Павлівка) – wieś na Ukrainie, w obwodzie mikołajowskim, w rejonie basztańskim. W 2001 liczyła 1119 mieszkańców, spośród których 1059 posługiwało się językiem ukraińskim, 51 rosyjskim, 1 krymskotatarskim, 4 mołdawskim, 1 bułgarskim, 1 romskim, a 2 innym.